# Заслужений працівник фізичної культури і спорту Республіки Білорусь
«Заслужений працівник фізичної культури і спорту Республіки Білорусь» — почесне звання.

## Порядок присвоєння
Присвоєння почесних звань Республіки Білорусь здійснює Президент Республіки Білорусь. Рішення щодо присвоєння
державних нагород оформляються указами Президента Республіки Білорусь. Державні нагороди, в тому числі
почесні звання, вручає Президент Республіки Білорусь або інші службовці за його вказівкою. Присвоєння почесних
звань РБ відбувається в урочистій атмосфері. Державна нагорода РБ вручається нагородженому особисто. У випадку
присвоєння почесного звання РБ з вручення державної нагороди видається посвідчення.
Особам, удостоєнних почесних звань РБ, вручають нагрудний знак.
Почесне звання «Заслужений працівник фізичної культури і спорту Республіки Білорусь» присвоюється організаторам
фізкультурного руху, науковцям, працівникам колективів фізичної культури, фізкультурних організацій, закладів
освіти, науково-дослідних інститутів, які працюють у сфері фізичного виховання і спорту п'ятнадцять і більше років, за заслуги у розвитку фізичної культури і спорту, в організаційно-методичній, навчально тренувальній, виховній, інженерно-технічній, науково-педагогічній та господарській діяльності, удосконаленні систем фізичного виховання
населення, масового спорту, спорту вищих досягнень.